# Bomolocha perspicua
Bomolocha perspicua är en fjärilsart som beskrevs av John Henry Leech 1900. Bomolocha perspicua ingår i släktet Bomolocha och familjen nattflyn. Inga underarter finns listade i Catalogue of Life.